# James O. Trybom
Knut Ossian "James O." Trybom, född 20 januari 1887 i Linköping, död 19 mars 1936 i Tarrytown, New York, var en svenskamerikansk advokat och politiker.
James O. Trybom var son till lasarettssysslomannen Frans Johan Trybom och Anna Charlotta Margareta Svensson samt halvbror till Filip Trybom. Han utvandrade till USA 1903 och stannade först i Chicago, varifrån han 1906 begav sig till New York, där han vid Fordham University studerade juridik. Han avlade juris kandidatexamen 1916, erhöll 1917 behörig legitimation som praktiserande jurist och innehade därefter till sin död en ansedd advokatbyrå i New York City. I flera år var han juridisk rådgivare vid svenska generalkonsulatet i New York. Trybom var känd som en framstående talare. 1928 utsågs han av det demokratiska partiets nationalkommitté att turnera genom de västra staterna som valtalare för partiets presidentkandidat Al Smith. Även i partiets lokala valkampanjer var han livligt verksam. Såsom en av den svenska New York-kolonins mer bemärkta medlemmar innehade han ledande poster inom flera av dess föreningar och sociala organisationer. Vid sin bortgång var han bland annat vice ordförande i det hundraåriga sällskapet "Svenska Societeten" i New York vice ordförande i styrelsen för Svenska sjukhuset i Brooklyn samt ordförande i Svenska centralförbundet i New York.